# Pico (spelkonsol)
Pico, även känd som Kids Computer Pico (キッズコンピューター・ピコ Kizzu Konpyūtā Piko?), är en konsol tillverkad av Sega som kombinerar lärande och spelande. Den marknadsfördes som "edutainment" och dess främsta fokus var så kallade educational video games (ungefär utbildningsspel), i regel anpassade för barn mellan tre och sju år. Pico gavs ut 1993 i Japan och 1994 i Nordamerika och Europa och senare i Kina. Konsolen efterföljdes av Advanced Pico Beena som släpptes 2005 i Japan. 
Trots att Pico fortsatte säljas i Japan samtidigt som Beena, var försäljningssiffrorna inte lika höga i Nordamerika och Europa vilket gjorde att den lades ner 1998, men senare återutgavs den av Majesco. Spelsläppen till Pico inriktades på utbildning till barn och innefattade titlar som licenserades av franchises med animerade karaktärer, däribland Walt Disney Company och Sega's egen spelserie Sonic the Hedgehog. Sammanlagt har Sega uppgett försäljningssiffror på 3,4 miljoner Picokonsoler och 11,2 miljoner spelkassetter och över 350 000 Beenakonsoler och 800 000 kassetter.

## Design och mjukvara
Pico drevs av samma hårdvara som användes i Sega Genesis, och utformningen designades för att efterlikna en bärbar dator. Pico har en typ av penna kallad "Magic Pen" och en skärm att rita på. Spelen i systemet styrs görs genom att antingen använda pennan som en datormus eller genom att trycka ner knapparna på konsolen. Pico har ingen egen skärm eller RF-utgång och måste istället kopplas till en monitor genom en videobandspelare för att kunna spelas. Genom att röra pennan vid skärmen kunde antingen en karaktär ritas eller animeras.
Spelkassetterna till systemet kallades "Storyware" och hade formen av bilderböcker med en kassettingång i botten. Pico ändrar det som visas på tv:n och de uppgifter som spelaren ska slutföra varje gång en sida vänds.  Ljud, inklusive röster och musik, följer med varje sida. Spel till Pico fokuserar på lärande, och innefattar ämnen som musik, räkning, stavning och läsning. Titlar som gavs ut till konsolen inkluderar animerade karaktärer från olika franchises, så som Disney's The Lion King: Adventures at Pride Rock och A Year at Pooh Corner. Sega släppte också spel med deras maskot Sonic the Hedgehog, däribland Sonic Gameworld och Tails and the Music Maker.

## Historia
Pico släpptes i juni 1993 i Japan, och kostade JP¥13 440, I Nordamerika offentliggjordes Pico av Sega vid 1994 års American International Toy Fair, och visade dess rit- och skärmegenskaper. Konsolen gavs ut i november 1994 i Nordamerika, med ett öppningspris på ungefär US$160 men sänktes senare till US$139. "Storyware"-kassetter såldes för mellan US$39.99 och US$49.99. Pico's slogan var: "The computer that thinks it's a toy." Efter utebliven framgång upphörde Sega med tillverkningen i Nordamerika under tidigt 1998. En remake av Pico gjordes senare av Majesco och släpptes i Nordamerika i augusti 1999 och kostade US$49.99, medan spelkassetterna såldes för $19.99. Pico kom senare att släppas i Kina 2002, priset sattes till CN¥690.
2000 nämnde Sega att Pico hade sålt 2,5 miljoner exemplar. I april 2005 uppgav företaget att 3,4 miljoner konsoler och 11,2 miljoner mjukvarukassetter hade sålts runt om i världen. Pico fick uppmärksamhet 1995 när den blev listad på Dr. Toy's 100 Best Products, och omnämndes i tidskriften Child som en av de bästa datorspelen som fanns att köpa. Joseph Szadkowski på The Washington Times sade att "Pico har tillräckligt med kraft för att bli ett seriöst lärohjälpmedel som lär ut räkning, stavning, matchning, problemlösning, minne, logik, hand/öga-koordination och viktiga, grundläggande datorfärdigheter." Joe Miller, tidigare vicepresident för produktutveckling på Sega of America, uppgav att han namngav sin hund efter systemet på grund av sin passion för konsolen. Som kontrast hävdade den amerikanske skribenten Steven L. Kent att Hayao Nakayama, Sega of Japan CEO, tittade på medan Pico "totalt misslyckades" i Nordamerika. Enligt Warren Buckleitner på Children's Software Revenue, misslyckades Pico i Nordamerika på grund av brist på trovärdighet i produkten.